# Gerhart Ziller

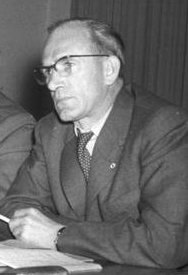
Gerhart Ziller, 1957

Paul Gerhart (Gert) Ziller (* 19. April 1912 in Dresden; † 14. Dezember 1957 in Berlin) war ein antifaschistischer Widerstandskämpfer und Politiker. Er war zunächst Minister im Land Sachsen und leitete daran anschließend verschiedene Ministerien in der DDR. Er war zudem Mitglied des Sekretariats des ZK der SED.

## Leben

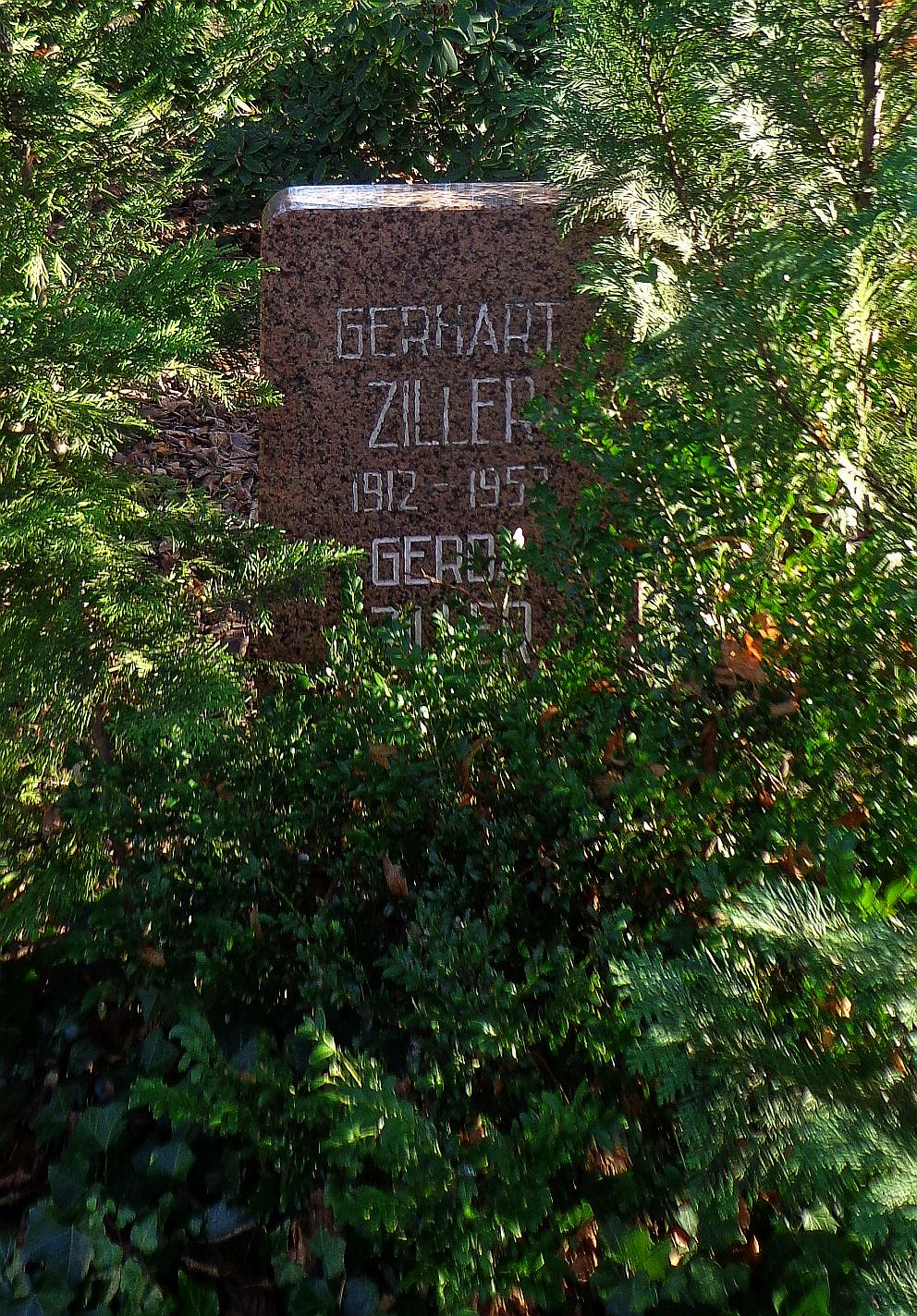
Grabstätte in Berlin

Ziller absolvierte als Sohn eines Arbeiters nach Besuch der Volksschule eine Ausbildung zum Elektromonteur und technischen Zeichner und eine Abendausbildung zum Elektroingenieur. Er trat 1927 dem Kommunistischen Jugendverband Deutschlands und 1930 der KPD bei und war 1930–1933 Redakteur der KPD-Zeitung Arbeiterstimme. Nach 1933 arbeitete er als technischer Zeichner und Maschinenbauingenieur. Wegen seiner illegalen Tätigkeit (unter anderem Mitglied der Widerstandsgruppe um Anton Saefkow) war er mehrfach in Haft, zuletzt 1944/45 im KZ Sachsenhausen und im Gefängnis Leipzig.
1945 wurde er, im direkt nach Kriegsende gegründeten Antifa-Ausschuss, „Volkskommissar für Kultur“ in Meißen. Ab August 1945 war er Ministerialrat und Leiter der Abteilung Kohle, Treibstoff und Energie der Landesverwaltung, bis 1948 Ministerialdirigent und Hauptabteilungsleiter für Brennstoffenergie und Energiewirtschaft beim Wirtschaftsministerium, bis 1949 stellvertretender Minister und ab April 1949 Minister für Industrie und Verkehr des Landes Sachsen.
Von November 1950 bis Februar 1953 war er Minister für Maschinenbau und von Februar 1953 bis Januar 1954 Minister für Schwermaschinenbau der DDR. Seit Juli 1953 war er Mitglied und Sekretär für Wirtschaftspolitik des Zentralkomitees der SED und ab August 1953 Abgeordneter der Volkskammer.
Nach Auseinandersetzungen mit Walter Ulbricht über wirtschaftspolitische Fragen und seinen Führungsstil in der Partei beging Ziller am 14. Dezember 1957 Suizid. Seine Urne wurde in der Gräberanlage „Pergolenweg“ des Berliner Zentralfriedhofs Friedrichsfelde beigesetzt.
Im Februar 1958 wurde Ziller postum beschuldigt, zur „parteifeindlichen Gruppe Schirdewan, Wollweber u. a.“ gehört zu haben.